# Sumika Minamoto
Pour les articles homonymes, voir Minamoto.
Sumika Minamoto (源純夏), née le 2 mai 1979 à Tokushima, est une ancienne nageuse japonaise spécialiste de la nage libre. Elle est médaillée de bronze en relais aux Jeux de 2000.

## Palmarès

### Jeux olympiques
- Jeux olympiques d'été de 2000 à Sydney ( Australie) :
  -  médaille de bronze du 4 × 100 m 4 nages

### Championnats du monde en grand bassin
- Championnats du monde 1998 à Perth ( Australie) :
  -  médaille de bronze du 4 × 100 m 4 nages

### Championnats du monde en petit bassin
- Championnats du monde 1999 à  Hong Kong :
  -  médaille d'or du 4 × 100 m 4 nages

### Championnats pan-pacifiques
- Championnats pan-pacifiques 1995 à Atlanta ( États-Unis) :
  -  médaille de bronze du 50 m nage libre
  -  médaille de bronze du 4 × 100 m nage libre

- Championnats pan-pacifiques 1997 à Fukuoka ( Japon) :
  -  médaille de bronze du 4 × 100 m 4 nages

### Jeux asiatiques
- Jeux asiatiques de 1998 à Bangkok ( Thaïlande) :
  -  médaille d'or du 4 × 100 m 4 nages
  -  médaille d'argent du 100 m nage libre
  -  médaille d'argent du 4 × 100 m nage libre
  -  médaille de bronze du 100 m nage libre
- Jeux asiatiques de 1994 à Hiroshima ( Japon) :
  -  médaille d'or du 4 × 100 m nage libre
  -  médaille d'argent du 50 m nage libre
  -  médaille de bronze du 100 m nage libre